# ムササビ属
ムササビ属 (Petaurista) は、ネズミ目（齧歯目）リス科リス亜科に属する属。8種が含まれる。

## 分布
東アジア、南アジア、東南アジアに分布する。
Petaurista alborufus カオジロムササビ
中国、台湾
Petaurista elegans シロフムササビ
ヒマラヤ地方（ブータン、インド北東部、ネパール）、中国、ミャンマー、ベトナム、ラオス、マレーシア、タイ、インドネシア
Petaurista leucogenys ホオジロムササビ（ムササビ）
日本（本州、四国、九州）
Petaurista magnificus ホジソンムササビ
ブータン、ネパール、シッキム州（インド）、チベット自治区
Petaurista nobilis Bhutan Giant Flying Squirrel
ネパール、シッキム州、アルナーチャル・プラデーシュ州（インド）、ブータン
Petaurista petaurista オオアカムササビ
アフガニスタン東部、パキスタン北部、バングラデシュ東部、ブータン、ネパール、インド北部、ミャンマー、タイ、マレーシア、インドネシア、ブルネイ
Petaurista philippensis Indian Giant Flying Squirrel
中国、台湾、インド、スリランカ、ラオス、ミャンマー、タイ、ベトナム
Petaurista xanthotis Chinese Giant Flying Squirrel
中国

## 形態

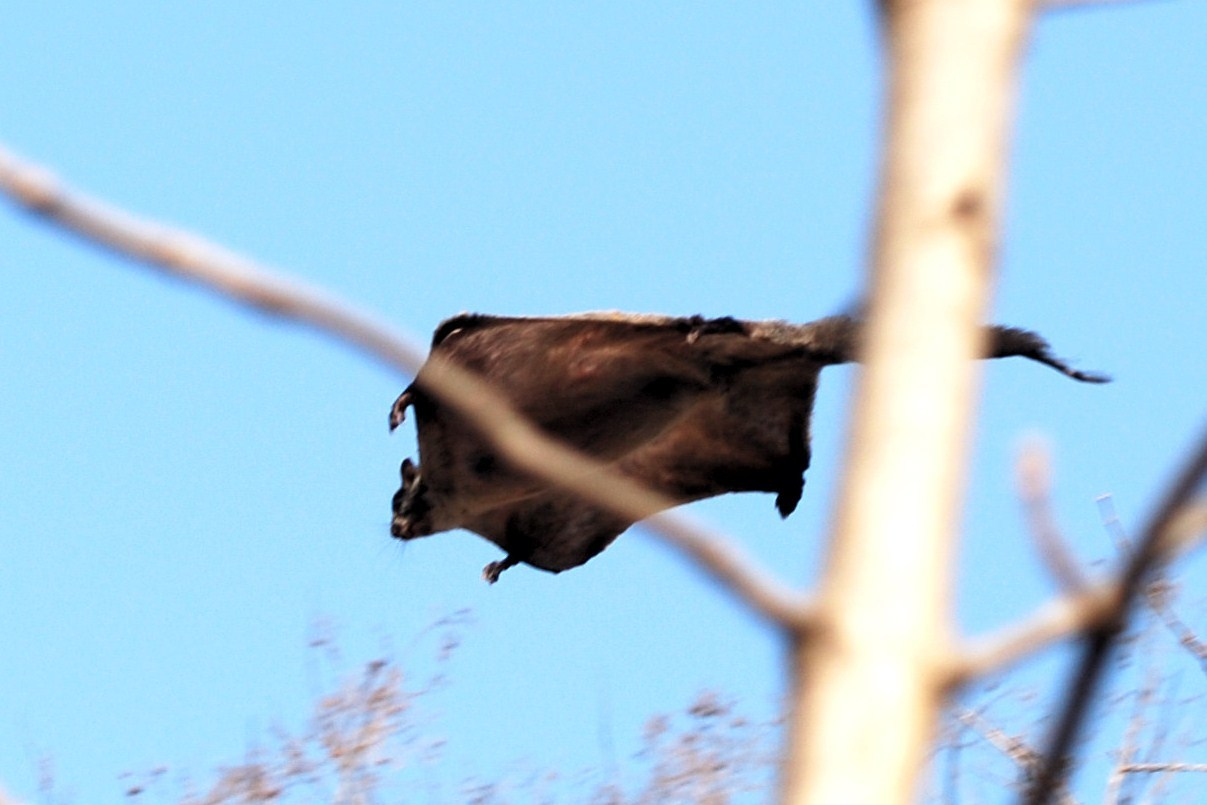
飛膜を広げて滑空する

飛膜を持つ。オオアカムササビは、頭胴長398ミリメートル、尾長422ミリメートル、体重1,750グラム。
シロフムササビは、背部に斑点がある。

## 生態
夜行性。平地から山地の森林に生息する。樹上性で、高木の樹洞に巣を作る。
カオジロムササビは、ドングリ、マツの実、種子、果実、新芽、葉を食べ、昆虫、幼虫、鳥の卵も食べる。
ホジソンムササビの寿命は、7–8年で、地域によっては食用として狩られる。
オオアカムササビは、1度の出産で2-3匹の子を産み、生後2.5か月で離乳する。
Petaurista philippensis は、1度の出産で1-2匹の子を産み、生後3か月で離乳する。
捕食者としてイタチ科、フクロウ目などが挙げられる。

## 分類
リス亜科ムササビ属に属する。安藤 (1986) などにより、ムササビ亜科に、または、Thorington (2002)、霍野 (2007) などにより、モモンガ亜科に位置付けられていたが、Steppan (2006) によると、現在はモモンガ類とともにリス亜科に分類されている 。
ムササビ属には、以下の8種が含まれる。
- Petaurista ムササビ属
  - Petaurista alborufus Milne-Edwards, 1870 カオジロムササビ
  - Petaurista elegans Müller, 1840 シロフムササビ
  - Petaurista leucogenys Temminck, 1827 ホオジロムササビ（ムササビ）
  - Petaurista magnificus ホジソンムササビ
  - Petaurista nobilis Bhutan Giant Flying Squirrel - ホジソンムササビの亜種と考えられていたが、後に分割され独立種となった[6][7]。
  - Petaurista petaurista Pallas, 1766 オオアカムササビ
  - Petaurista philippensis Indian Giant Flying Squirrel
  - Petaurista xanthotis Milne-Edwards, 1872 Chinese Giant Flying Squirrel

## ギャラリー

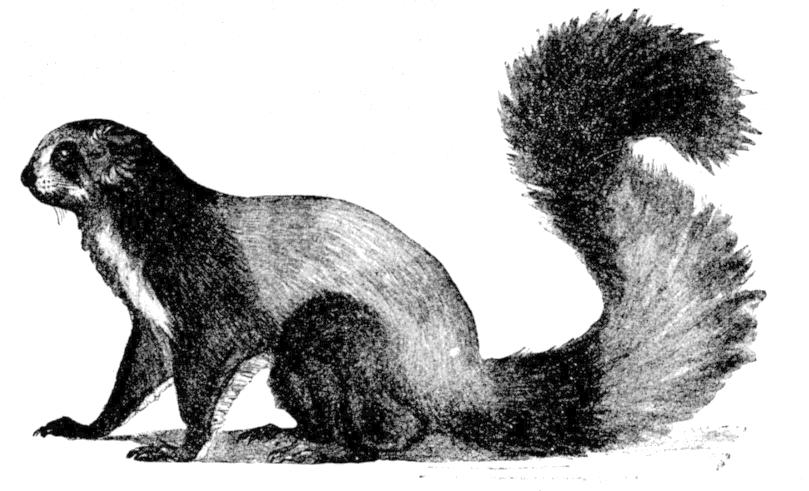
カオジロムササビ Petaurista alborufus
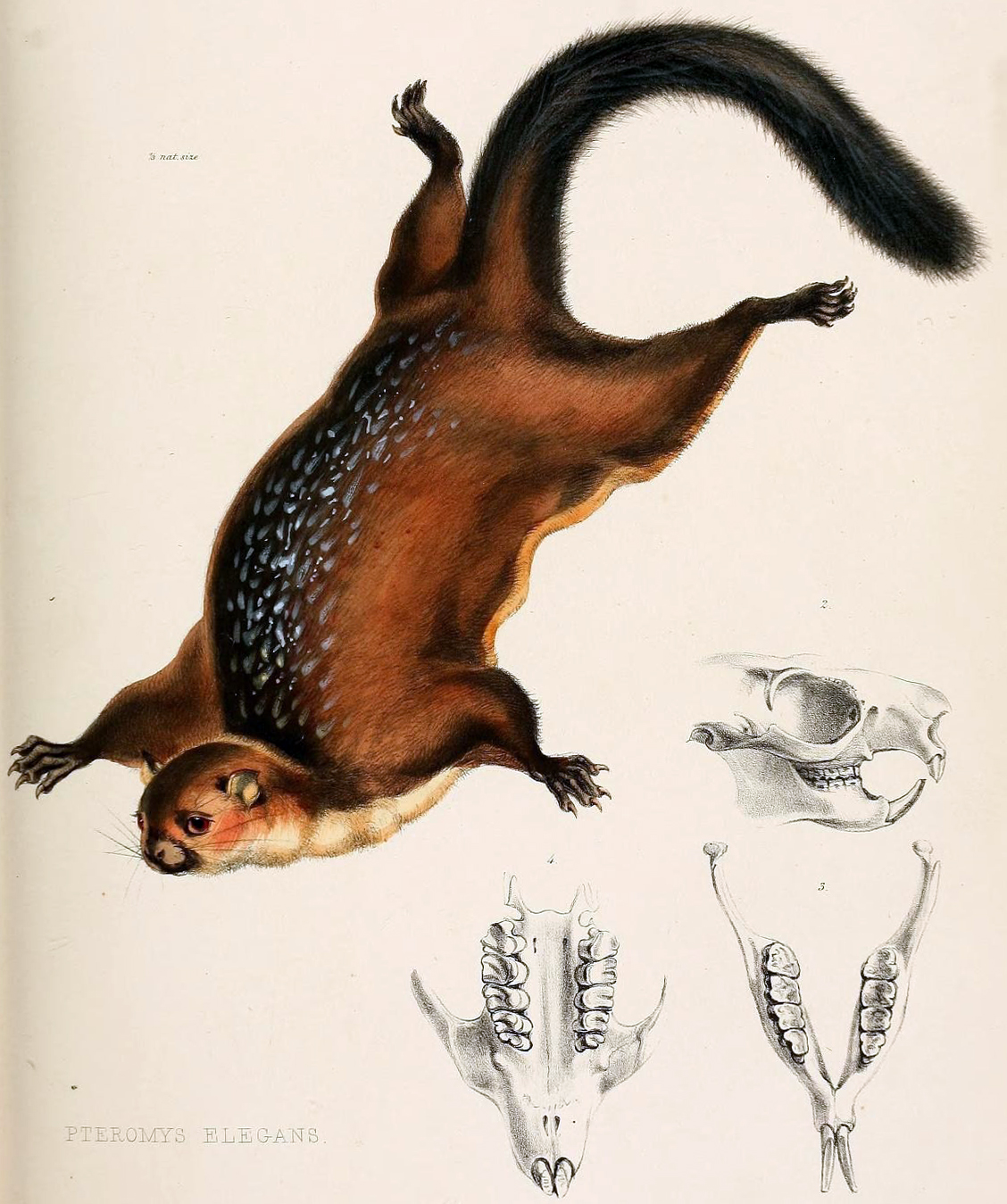
シロフムササビ Petaurista elegans
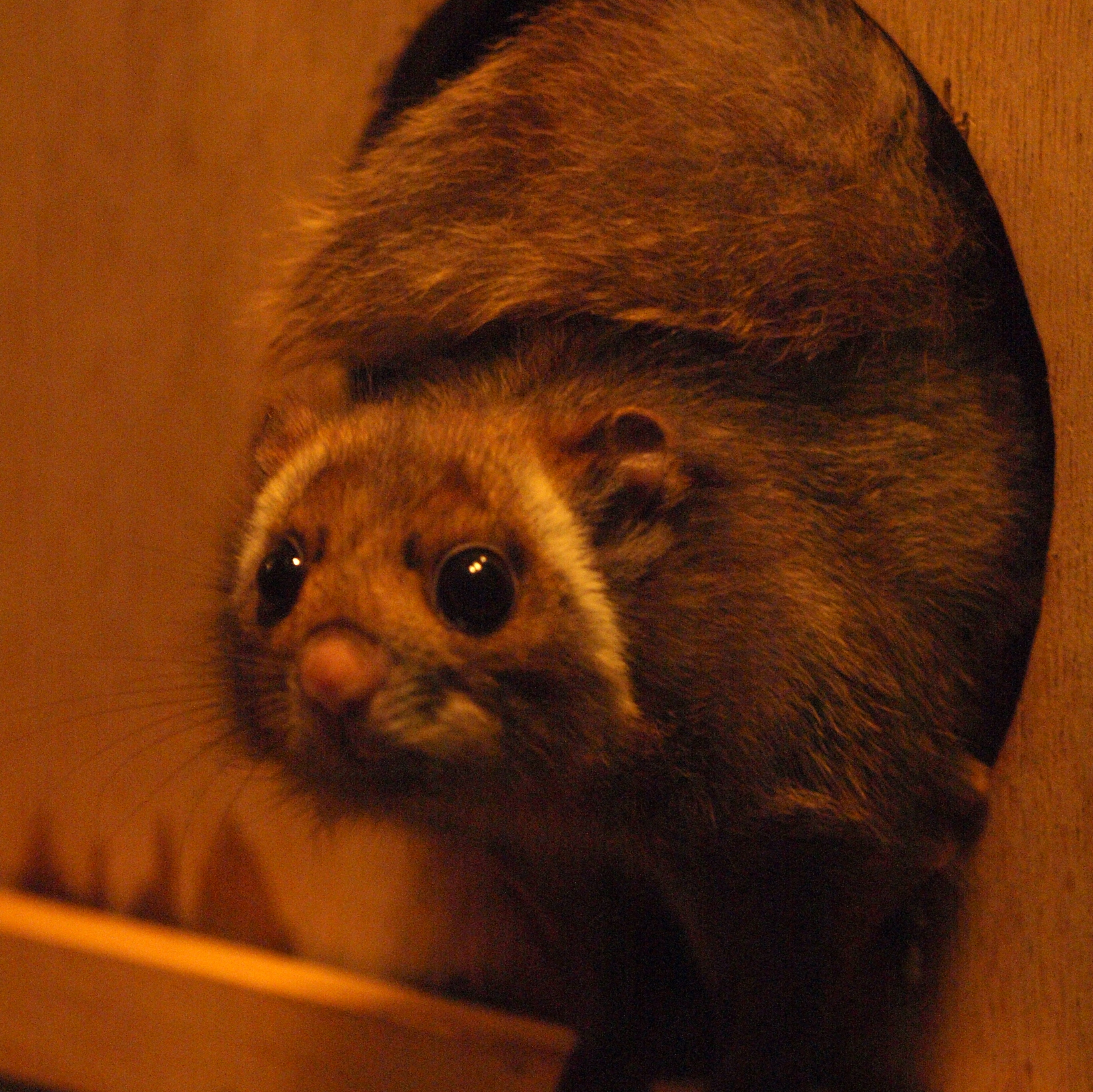
ホオジロムササビ（ムササビ） Petaurista leucogenys
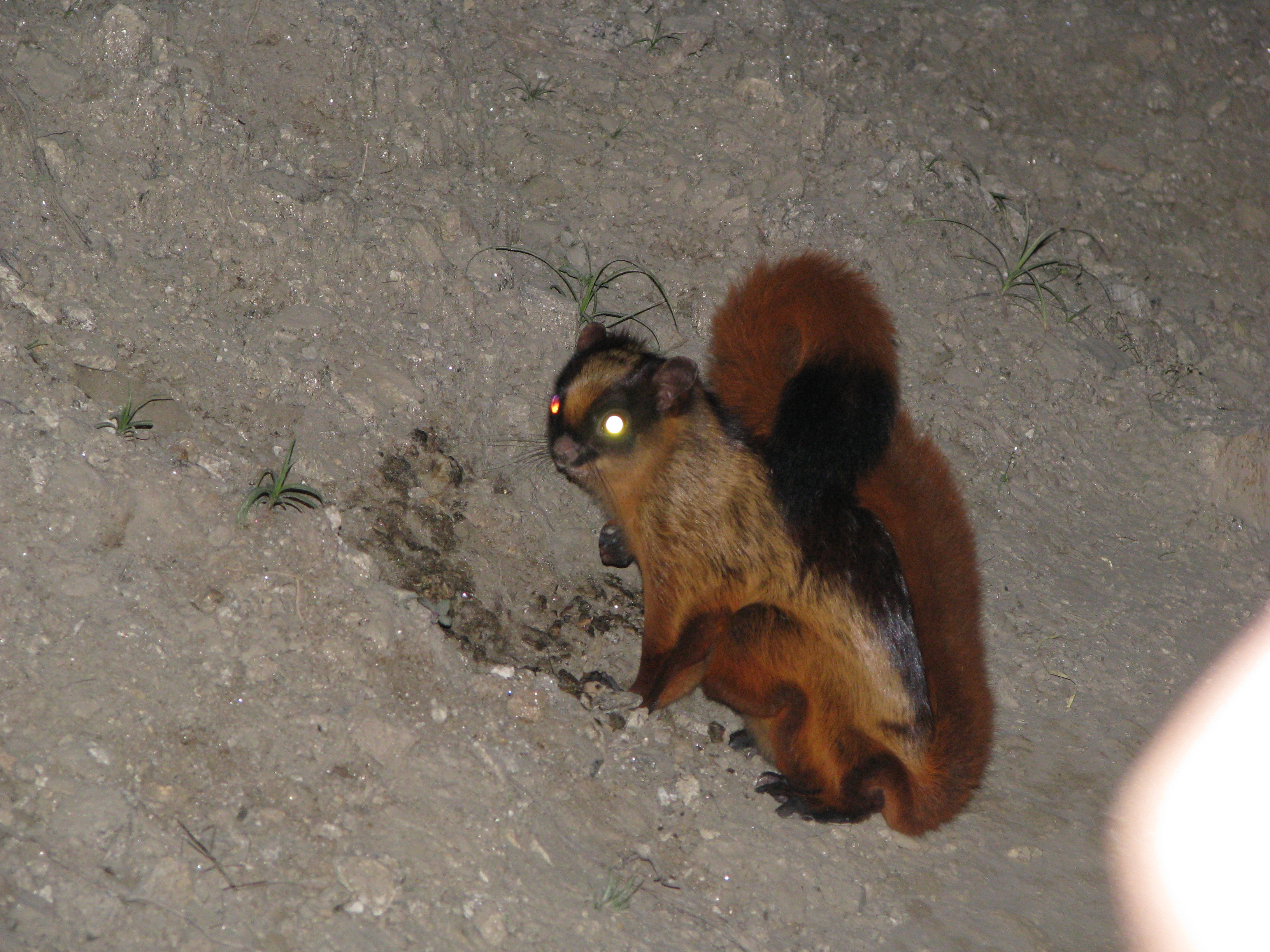
ホジソンムササビ Petaurista magnificus
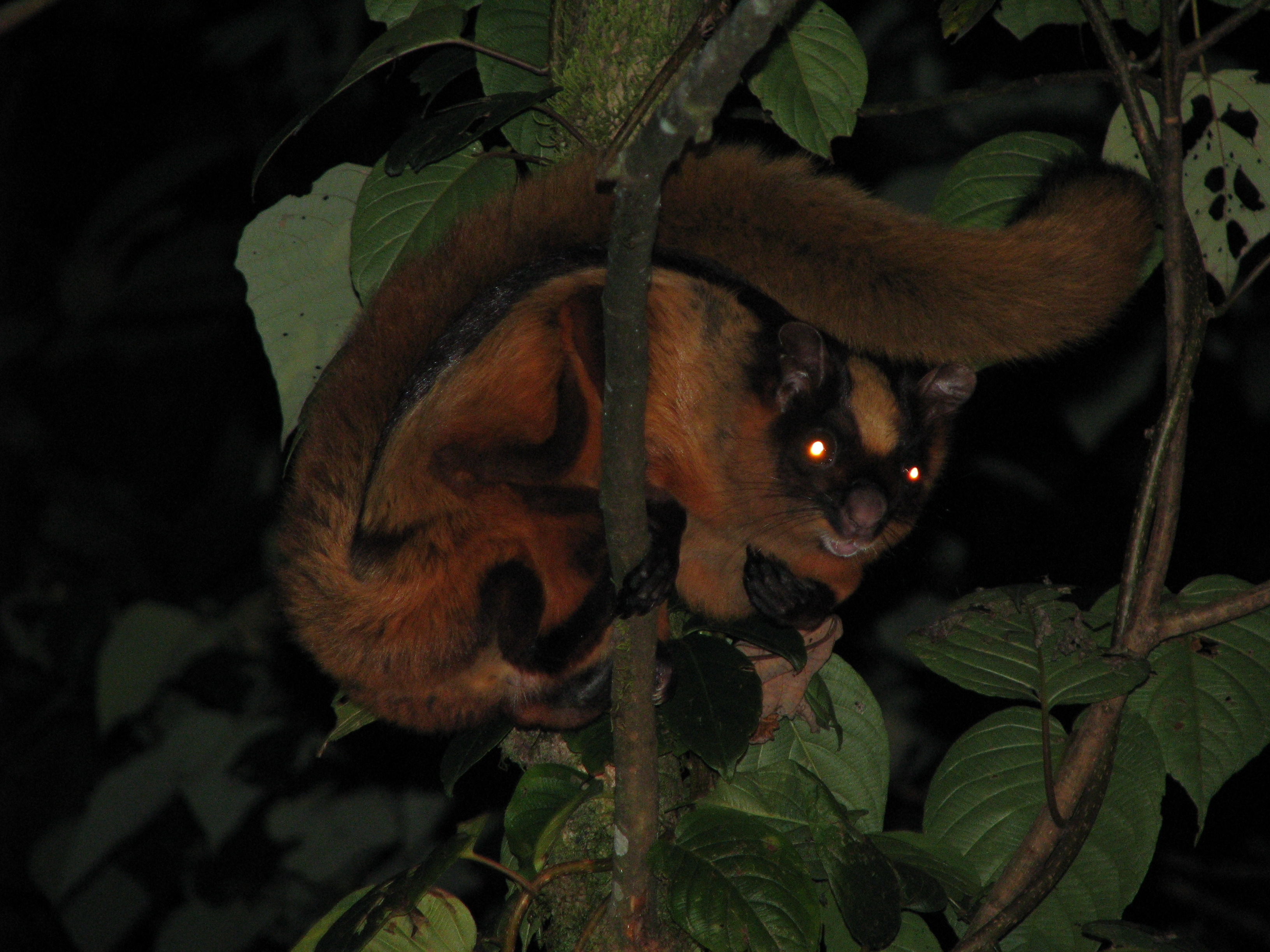
Petaurista nobilis
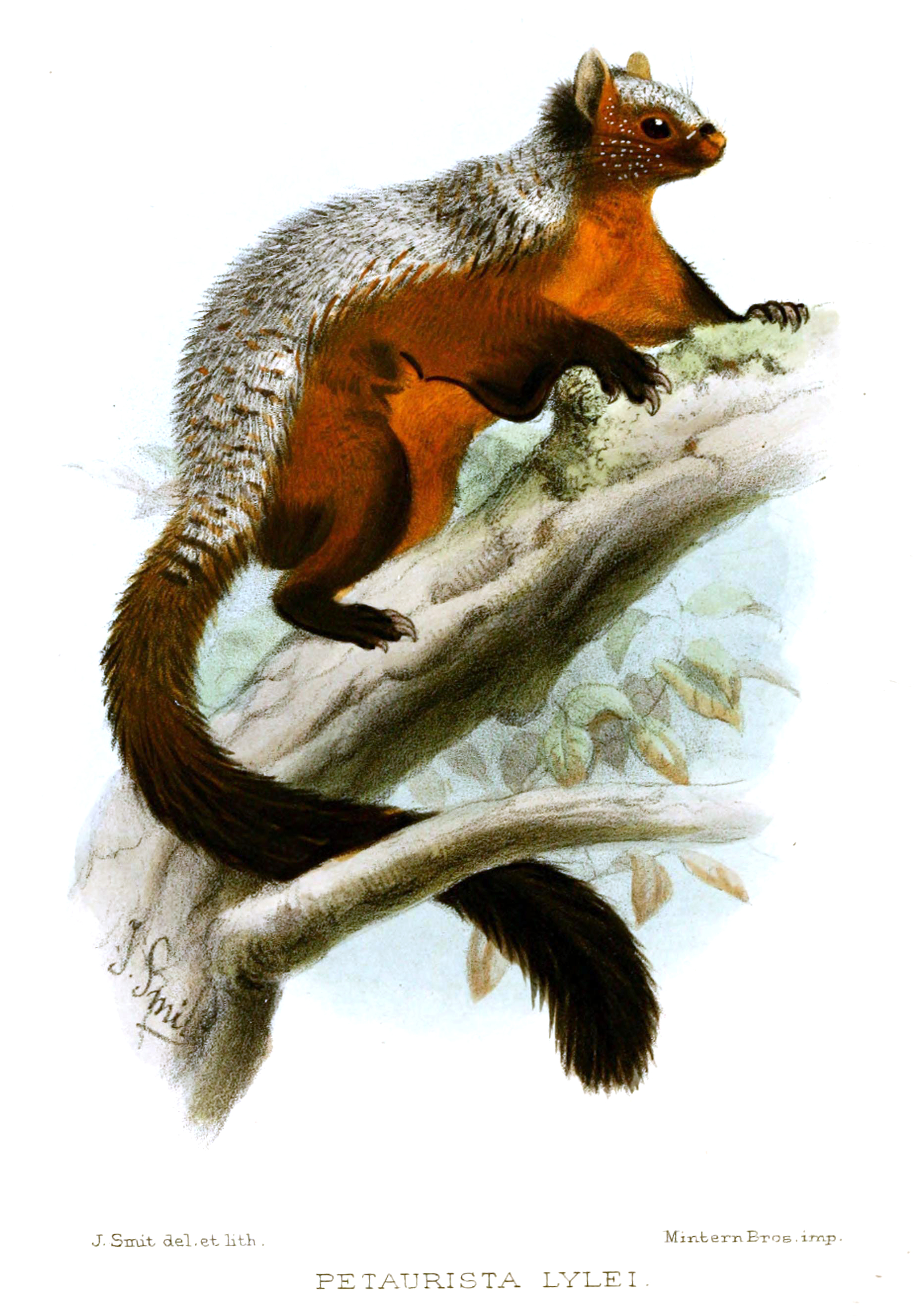
Petaurista philippensis
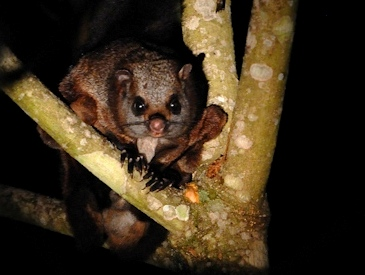
Petaurista philippensis
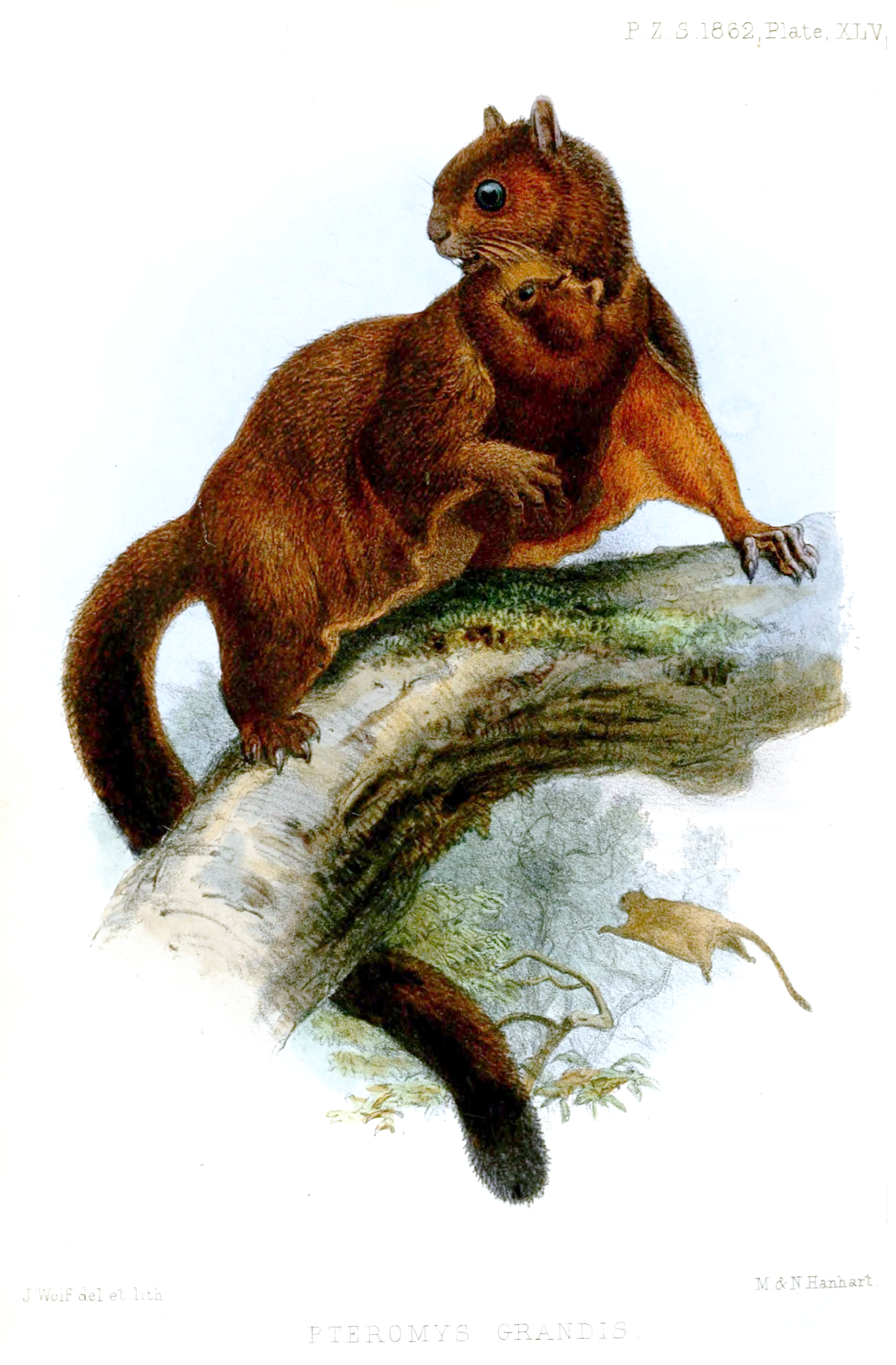
オオアカムササビ Petaurista petaurista